# Kinishi Yamanaka
Kinishi Yamanaka –en japonés, 山中 圏一, Yamanaka Kinishi–  es un deportista japonés que compitió en judo. Ganó una medalla de plata en el Campeonato Mundial de Judo de 1965, en la categoría de –80 kg.

## Palmarés internacional
| Campeonato Mundial | Campeonato Mundial      | Campeonato Mundial | Campeonato Mundial |
| Año                | Lugar                   | Medalla            | Categoría          |
| ------------------ | ----------------------- | ------------------ | ------------------ |
| 1965               | Río de Janeiro (Brasil) | Medalla de plata   | –80 kg             |